# سیلور لیک (ویسکانسین)
سیلور لیک (به انگلیسی: Silver Lake) یک منطقهٔ مسکونی در ایالات متحده آمریکا است که در شهرستان کنوشا، ویسکانسین واقع شده‌است. سیلور لیک ۳٫۵۰ کیلومتر مربع مساحت و ۲٬۴۱۱ نفر جمعیت دارد و ۲۳۰ متر بالاتر از سطح دریا واقع شده‌است.